# Impatiens gamblei
Impatiens gamblei är en balsaminväxtart som beskrevs av Joseph Dalton Hooker. Impatiens gamblei ingår i släktet balsaminer, och familjen balsaminväxter. Inga underarter finns listade i Catalogue of Life.